# Pseudoporrhopis granum
Pseudoporrhopis granum är en spindelart som beskrevs av Simon 1886. Pseudoporrhopis granum ingår i släktet Pseudoporrhopis och familjen krabbspindlar.
Artens utbredningsområde är Madagaskar. Inga underarter finns listade i Catalogue of Life.